# 栗駒栄一
栗駒 栄一（くりこま えいいち、旧字体: 栗駒 榮一、1945年  - ）は、日本の政治家。日本共産党所属の元堺市議会議員 (6期)。旭日小綬章受章者。

## 来歴
福井県若狭町生まれ。立命館大学経営学部卒業。学園民主化闘争の中で入党。堺電機勤務。堺医療生協理事。公害反対運動に参加。1991年 (平成3年) 堺市議会議員選挙初当選。建設常任委員長、環境審議会委員、泉州水防組合議長・都市計画審議会委員を歴任。

## 政策・主張
- 2008年2月 シャープの液晶パネル新工場誘致について｢堺市は財政難を理由に住民福祉を切り下げる一方で､大企業には経済効果を理由に過大な応援をしている｣と反対[2]。
- 2010年12月 堺市議会 (当時定数52) で提案された定数削減3案に「定数削減は多様な住民の意見を反映する機会を少なくし、住民と政治を結ぶパイプを狭くすることになる」といずれも反対。3案とも賛成少数で否決[3]。

## 選挙歴
- 2007年 堺市議会議員選挙 西区選挙区 (定数8) で1位当選(5選)[4]
- 2011年 堺市議会議員選挙 西区選挙区 (定数8) で3位当選(6選)[5]

## 栄典
- 2023年11月 令和5年秋の叙勲で旭日小綬章を受章[6]